# Thomas-Fermi-Modell
Das Thomas-Fermi-Modell (TF; auch bekannt als statistische Theorie atomarer Systeme bzw. des Atoms oder Thomas-Fermi-Theorie) ist ein Atommodell, das die Atomhülle als ein Gas von Elektronen behandelt, welches durch das elektrostatische Feld  des Atomkerns gebunden ist und den Zustand geringstmöglicher Energie einnimmt, wobei die durch die Elektronenwolke selbst bewirkte Abschirmung mit berücksichtigt wird. Es handelt sich um eine semiklassische Näherung, denn die Quantenmechanik wird nur insoweit berücksichtigt, als die Elektronen das Paulische Ausschließungsprinzip befolgen, also ein ideales Fermi-Gas bilden. Das Thomas-Fermi-Modell wurde unabhängig voneinander 1927 von Llewellyn Thomas und Enrico Fermi entwickelt und macht noch keinen Gebrauch von der 1926 von Erwin Schrödinger entwickelten quantenmechanischen Wellengleichung. 1930 erweiterte Paul Dirac das Modell durch näherungsweise Einbeziehung der Austauschenergie zum TFD-Modell.

## Aufbau des Modells
Befinden sich in einem Gebiet mit potentieller Energie {\displaystyle V} Elektronen, die im Grundzustand dieses Vielteilchensystems alle möglichen Zustände mit Energien {\displaystyle E=V+E_{kin}} bis zu einer Obergrenze {\displaystyle E_{kin}=E_{\mathrm {F} }} besetzen, dann ist nach der Theorie des Fermi-Gases die Teilchendichte in diesem Gebiet
{\displaystyle \rho ={\frac {1}{3\pi ^{2}}}\left[{\frac {2m}{\hbar ^{2}}}E_{\mathrm {F} }\right]^{\frac {3}{2}}}
Darin ist {\displaystyle \hbar } die reduzierte Planck-Konstante und {\displaystyle m} die Elektronenmasse.
Die Elektronen (Ladung {\displaystyle -e}) erzeugen ein elektrostatisches Potential {\displaystyle \Phi }, das über die Poisson-Gleichung mit der Ladungsdichte {\displaystyle -e\rho } zusammenhängt:
{\displaystyle \Delta \Phi (\mathbf {r} )={\frac {e\rho (\mathbf {r} )}{\varepsilon _{0}}}}
Im gaußschen Einheitensystem lautet die Gleichung: {\textstyle \Delta \Phi (\mathbf {r} )=4\pi e\rho (\mathbf {r} )}.
Aus diesen beiden allgemeingültigen Zusammenhängen entsteht durch drei weitere Gleichungen ein Atommodell:
1. Die gesamte potentielle Energie {\displaystyle V(\mathbf {r} )} eines Elektrons im Atom mit der Kernladung {\displaystyle Ze} ist: {\displaystyle V(\mathbf {r} )=-{\frac {Ze}{4\pi \varepsilon _{0}r}}-e\Phi (\mathbf {r} )}  bzw. im Gauß-System: {\displaystyle V(\mathbf {r} )=-{\frac {Ze}{r}}-e\Phi (\mathbf {r} )}.
2. Die höchste Energie der besetzten Zustände soll an jedem Ort {\displaystyle \mathbf {r} } im Atom dieselbe sein: {\displaystyle \mu =V(\mathbf {r} )+E_{F}(\mathbf {r} )=\mathbf {const} }
3. Die Gesamtzahl der Elektronen wird durch die Normierung festgelegt: {\displaystyle \int \rho (\mathbf {r} )\;\mathrm {d} ^{3}\mathbf {r} =Z}.

Die erste der drei Gleichungen bedeutet, dass für jedes Elektron das gleiche Potential gilt und dass weitere quantenmechanische Effekte, die auf Korrelationen zwischen den Elektronen beruhen wie z. B. die Austauschenergie, ignoriert werden. Die zweite Gleichung muss für den Grundzustand erfüllt sein, damit die Gesamtenergie nicht durch räumliche Verschiebung eines Elektrons noch abgesenkt werden könnte. {\displaystyle \mu } ist das räumlich konstante chemische Potential. Damit wird die Fermi-Energie ortsabhängig, mithin auch die Elektronendichte. Die dritte Gleichung legt die Normierung der Teilchendichte für ein neutrales Atom fest, für positive Ionen wäre sie entsprechend abzuändern (für negative Ionen hat das Modell keine stabile Lösung).
Im Thomas-Fermi-Modell bestimmen sich die räumliche Verteilung der Elektronen und das ortsabhängige Potential gegenseitig so, dass alle obigen Gleichungen erfüllt sind. Das heißt, die räumliche Verteilung der Elektronen hat in der gewählten semiklassischen Näherung die Eigenschaft, dass sie (zusammen mit dem Kern) gerade das elektrostatische Potential erzeugt, aus dem sich an jedem Ort die der Dichte entsprechende Fermienergie ergibt. Gesucht ist also eine selbstkonsistente Lösung.

## Umfang und Einschränkungen
Das Thomas-Fermi-Modell stellt den einfachsten Weg dar, in einem Viel-Elektronensystem nicht nur die gegenseitige elektrostatische Abstoßung der Elektronen zumindest in pauschaler und klassischer Weise zu berücksichtigen, sondern auch das quantenmechanische Pauli-Prinzip. Ausgangspunkt ist die nur näherungsweise richtige Vorstellung, es gäbe einen festen Potentialtopf und er sei für alle Elektronen gleich. Das Modell ergibt daher für alle Atome (der Form nach) denselben Verlauf der Elektronendichte. Die Größe der Atome wird annähernd richtig wiedergegeben, ihre totale Bindungsenergie aber überschätzt (z. B. bei Hg um 17 %). Genauere Vorstellungen über die Form der Zustände der einzelnen Elektronen, detailliertere Informationen über den Aufbau der Elektronenhülle (z. B. Atomorbitale) oder die stabile Bindung zwischen Atomen kann das Modell nicht liefern.
Im Vergleich zu Methoden, die versuchen die Schrödingergleichung zu lösen (z. B. nach dem Hartree-Fock-Verfahren bzw. der Self-Consistent-Field-Methode, SCF) approximiert die TF-Näherung die Elektronendichte, {\displaystyle \rho (\mathbf {r} )} und versucht die Gesamtenergie {\displaystyle E(\rho )} als Funktional der Dichte auszudrücken.
Ca. 40 Jahre nach der TF-Theorie erbrachten die zwei Theoreme von Hohenberg-Kohn sowie dem Kohn-Sham-Ansatz den Beweis, dass der Ansatz, gleich von der Elektronendichte anstelle von den Wellenfunktionen auszugehen, für den Grundzustand keine Näherung darstellt, sondern geeignet ist, zu einer exakten Lösung zu führen.

## Erweiterungen
TF-Erweiterungen sind die Thomas-Fermi-Dirac- (TFD) und Thomas-Fermi-Dirac-Weizsäcker-(TFDW)-Näherung, für welche jedoch wie im Falle der TF-Näherung durch Teller gezeigt werden konnte, dass keine stabilen Bindungen möglich sind.
Slater modifizierte die TFD-Näherung weiter (Akronym: {\displaystyle X_{\alpha }} bzw. Hartree-Fock-Slater-Methode). Slaters {\displaystyle X_{\alpha }}-Methode, welche als Vereinfachung der HF-Methode entwickelt wurde, stellte die erste einfache Form einer Dichtefunktionaltheorie (DFT) dar.
TF bildet die Basis der sog. Dichtefunktionaltheorie (DFT; auch: KS-DFT), für die Walter Kohn und John A. Pople 1998 mit dem Nobelpreis ausgezeichnet wurden.